# Sinkovits Imre-díj

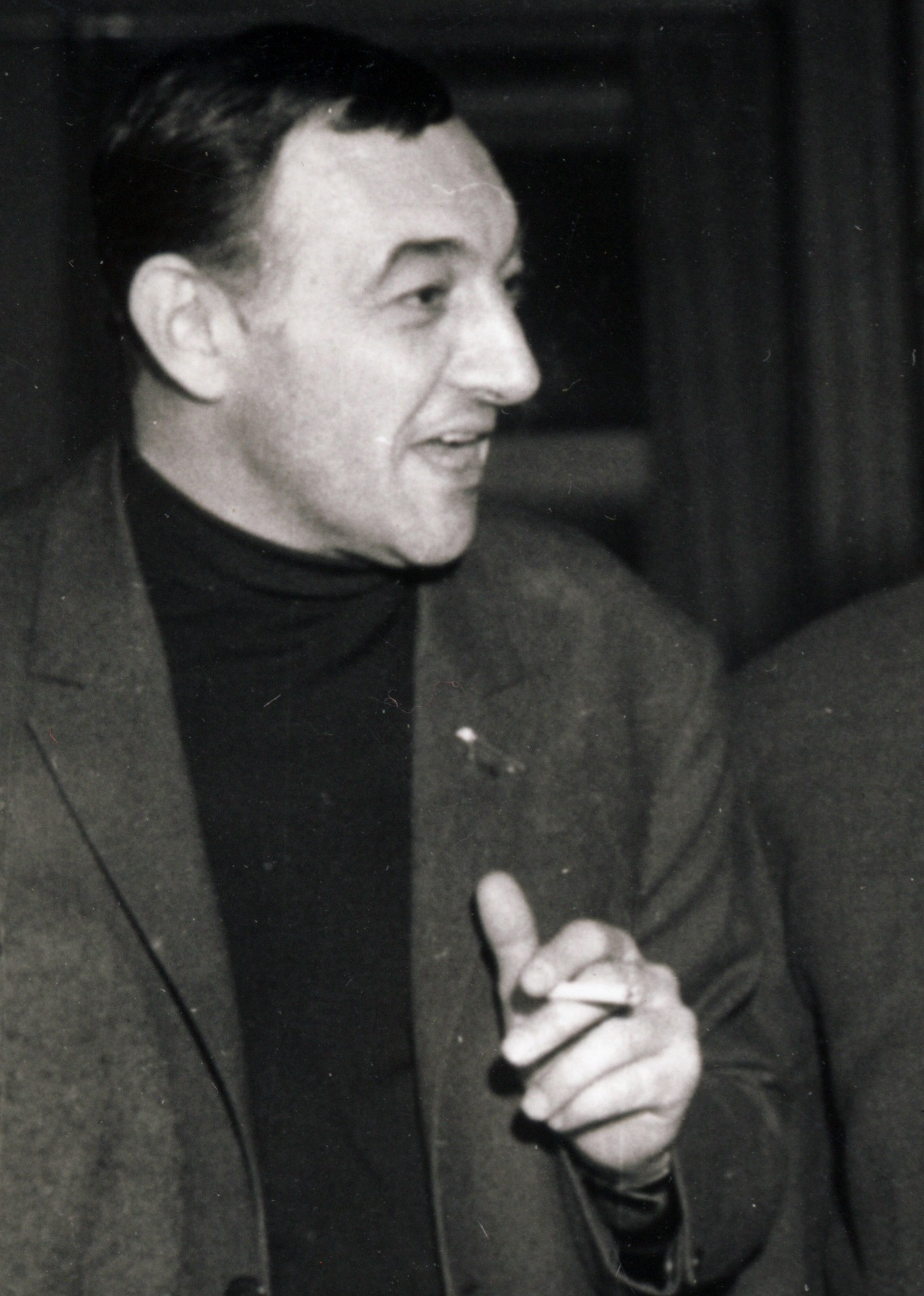
Sinkovits Imre – A díj névadója

A Sinkovits Imre-díj a Nemzeti Színház saját díja, amit 2014-ben alapított a színház színművészeti díjként. Névadója Sinkovits Imre, a Nemzet Színésze.
A Sinkovits Imréről, a Nemzet Színészéről elnevezett díjat a Nemzeti Színház társulata szavazza meg, és az a férfiszínész kapja meg, aki az adott évad legjobb alakítását nyújtotta, és emellett a színházért is feladatot vállalt.

## Díjazottak
- 2014
  - Trill Zsolt Jászai Mari-díjas színművész, érdemes és kiváló művész

- 2015
  - Kristán Attila Jászai Mari-díjas színművész

- 2016
  - Fehér Tibor Farkas–Ratkó-díjas színművész

- 2017
  - Farkas Dénes színművész[2]
- 2018
  - Blaskó Péter Kossuth- és Jászai Mari-díjas színművész, érdemes művész, a nemzet művésze[3]
- 2019
  - Fehér Tibor Jászai Mari-díjas színművész[4]
- 2020
  - Rátóti Zoltán Jászai Mari-díjas magyar színész, rendező, érdemes és kiváló művész[5]
- 2022
  - Bordás Roland Junior Prima díjas színművész[6]
- 2023
  - Herczegh Péter színművész[7]
- 2024
  - Schnell Ádám Jászai Mari-díjas színművész, érdemes művész[8]
- 2025
  - Berettyán Sándor színművész[9]